# أدريان تشافيز
أدريان تشافيز (بالإسبانية: Adrián Chávez)‏ هو لاعب كرة قدم مكسيكي، ولد في 27 يونيو 1962 في مدينة مكسيكو في المكسيك. شارك مع منتخب المكسيك لكرة القدم. أما مع النوادي، فقد لعب مع أتلانتي إف سي وكروز آزول وكلوب ليون ونادي أمريكا ونادي أونيفرسيداد ناسيونال ونادي نيكاكسا.

## وصلات خارجية
- أدريان تشافيز على موقع الاتحاد الدولي (مؤرشف)  (الإنجليزية)
- أدريان تشافيز على موقع قاعدة بيانات كرة القدم.إي يو (الإنجليزية)
- أدريان تشافيز على موقع ناشيونال فوتبول تيمز (الإنجليزية)
- أدريان تشافيز على موقع Soccerway.com (الإنجليزية)